# Reederei Otto Wiggers
Die Gründung der Reederei Otto Wiggers erfolgte 1789 in Rostock, sie wurde später von Robert W. Kempowski übernommen und 1948 aufgelöst.

## Geschichte

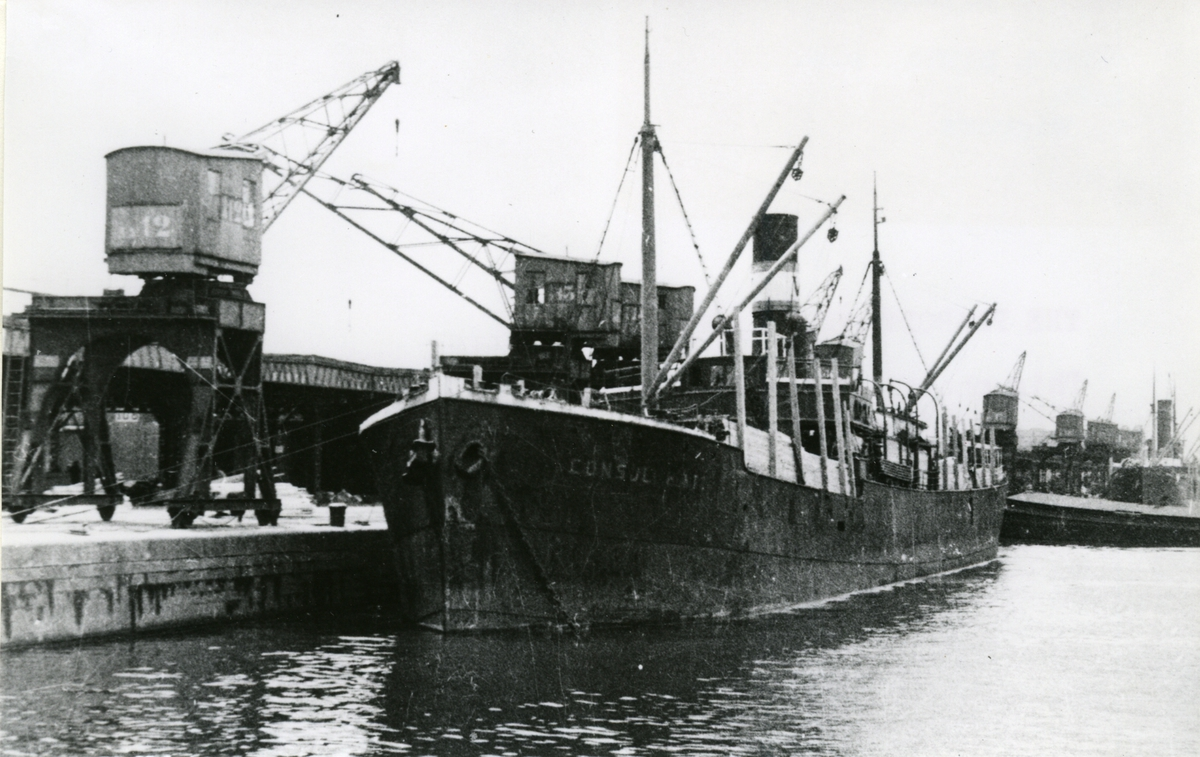
Der Frachtdampfer Consul Hintz

Otto Wiggers begann 1789 als Schiffsmakler in Rostock. Rostocker Schiffe hatten zu dieser Zeit Tragfähigkeiten um 50–75 Lasten (etwa 95–150 Tonnen Tragfähigkeit). Die Segelschiffe beförderten vor allem Weizen nach England und Kohle zurück nach Rostock.
Die Firma Otto Wiggers wurde nach dem Tod des Gründers von J. C. Padderaz weitergeführt und 1885 an den Kaufmann F. Haack veräußert. Neben der Schiffsmaklerei wurde auch der Ankauf und Verkauf von Schiffen durchgeführt. 1895 kam das Reedereigeschäft durch den Ankauf und Betrieb des 490-BRT-Dampfers Marie dazu. Die Kaufleute Robert William Kempowski (* 1865) und Franz Hinrichsen übernahmen anschließend die Firma Otto Wiggers. Nach dem Tode von Hinrichsen war Robert William Kempowski kurze Zeit Alleininhaber, er nahm Friedrich Berg als neuen Teilhaber auf. 1927 wurde der 1880 gebaute Frachtdampfer Marie Ferdinand (1.500 BRT, Verbundmaschine 650 PSi) übernommen und in Consul Hintz umbenannt. Das Schiff wurde vorwiegend in der Getreidefahrt eingesetzt. 1930 kam die 1880 gebaute Clara Hintz (1.100 BRT, Verbundmaschine 650 PSi) dazu, sie wurde jedoch 1937 zum Abbruch verkauft. Robert William Kempowski wurde von seinem Sohn Karl Georg unterstützt, der die Firma Otto Wiggers über die schwierige Zeit der Inflation führte.

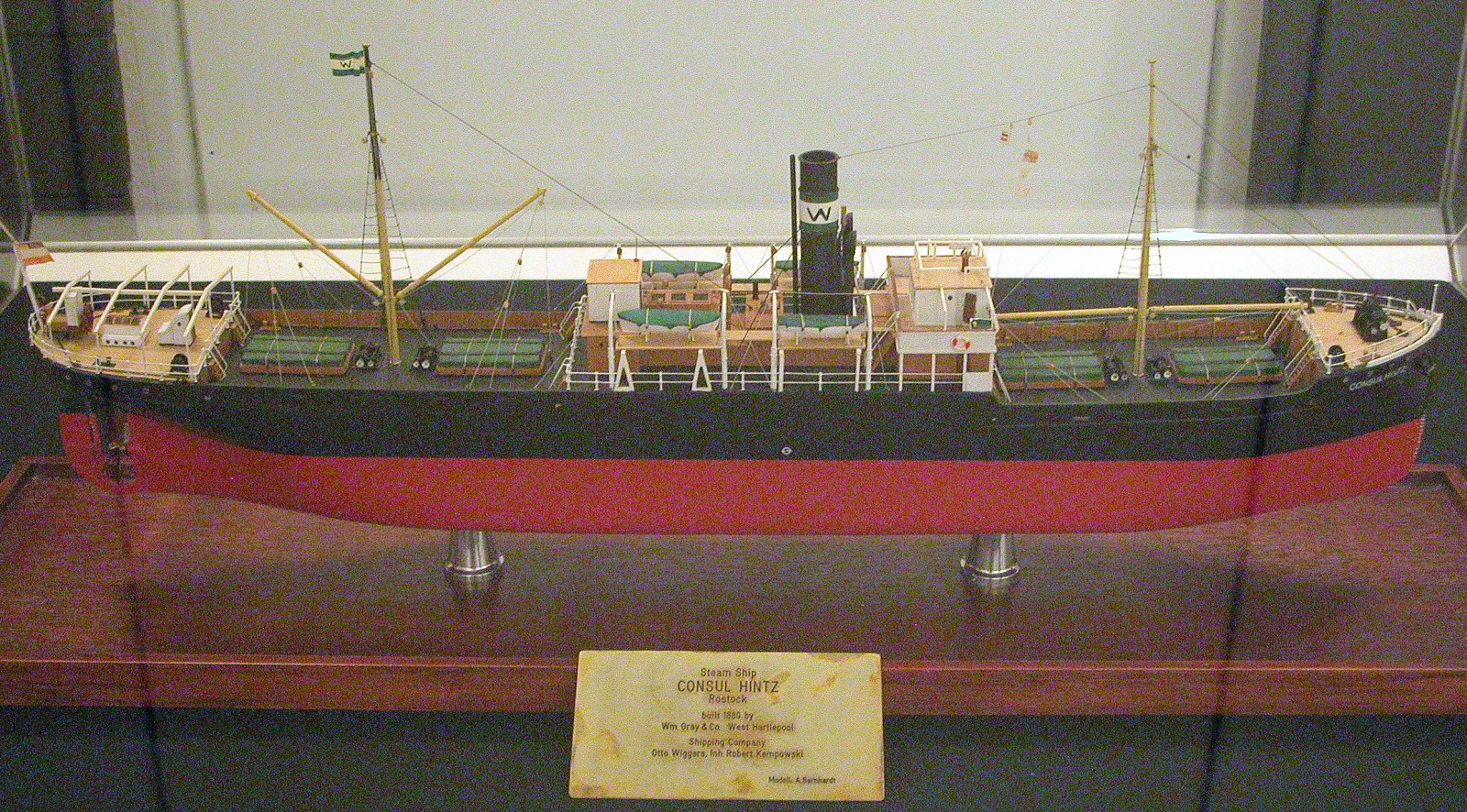
Modell des Frachtdampfers Consul Hintz

1943 wurde der Reederei Otto Wiggers der Prisendampfer Gauja zur Bereederung übergeben und in Friedrich (1465 BRT, Dreifachexpansionsmaschine, 680 PSi) umbenannt. Sie wurde bei Kriegsende zur Evakuierung des Ostens eingesetzt und lag anschließend im Rostocker Hafen. Der Reeder Karl Georg Kempowski fiel in den letzten Kriegstagen. Sein Sohn Robert, der ältere Bruder des späteren Schriftstellers Walter Kempowski, arbeitete in der Reederei Otto Wiggers, die 1948 in Rostock aufgelöst wurde, nachdem Robert und Walter Kempowski verhaftet und zu 25 Jahren Zwangsarbeit verurteilt worden waren.
Friedrich Berg ließ die Reederei und Schiffsmaklerei Otto Wiggers 1946 in Hamburg registrieren, aber ein Neuaufbau gelang nicht.